# Rudolf Schönheimer

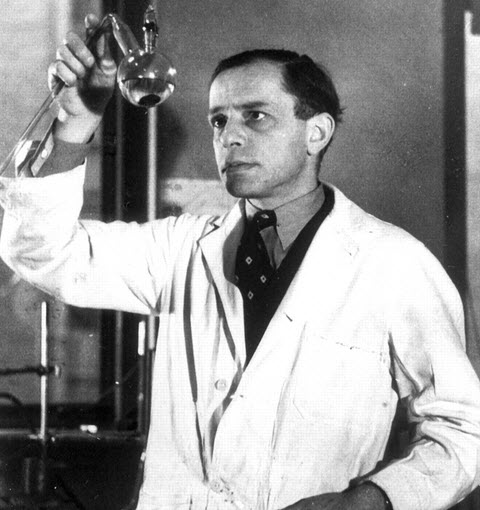
Rudolf Schönheimer

Rudolf Schönheimer, auch Schoenheimer, (* 10. Mai 1898 in Berlin; † 11. September 1941 in New York City) war ein deutscher, dann US-amerikanischer Biochemiker, der die Technik der Markierung von Molekülen mit stabilen Isotopen entwickelte, die bahnbrechend für die Erforschung der Stoffwechselvorgänge war.

## Leben
Schönheimer war der Sohn eines Arztes. Nach dem Studium der Medizin an der Berliner Friedrich-Wilhelms-Universität und der Promotion zum Dr. med. 1922 wurde er Pathologe am Krankenhaus in Berlin-Moabit. Dort interessierte er sich für den Zusammenhang von Fettstoffwechsel, Cholesterin und Arteriosklerose und bildete sich deshalb 1923 bis 1926 an der Universität Leipzig in organischer Chemie weiter. 1926 wurde er Assistent und 1928 Dozent an der Universität Freiburg (Institut für Pathologische Anatomie), wo er mit Adolf Windaus zusammenarbeitete. 1933 emigrierte er mit seiner Frau Salome Gluecksohn-Schoenheimer wegen der Verfolgung als Juden in Deutschland in die USA und arbeitete an der Columbia University im Bereich Radiochemie bei Harold C. Urey. Er wurde dort Associate Professor. Dort entwickelte er mit Forschern wie David Rittenberg (1906–1970) und Konrad Bloch die Markierung mittels stabiler Isotope, um Nahrungsbestandteile auf ihrem Weg durch den Organismus zu verfolgen. Speziell studierte er den Fettstoffwechsel (mit von Urey zur Verfügung gestelltem Deuterium als Marker) und später den Aminosäurestoffwechsel (mit dem Stickstoffisotop N 15 ebenfalls von Urey). Schönheimer entdeckte mit Kollegen, dass beide Arten von Stoffwechsel mit überraschend hoher Geschwindigkeit abliefen. Außerdem konnte er zeigen, dass, wenn man zunächst nur Tyrosin mit N 15 markierte, das schwere Isotop des Stickstoffs dennoch in allen anderen Aminosäuren des Körpers auftauchte. Das untermauerte die Theorie des Harnstoffzyklus nach Hans Adolf Krebs und die Transaminierung nach Alexander E. Braunstein, seine Untersuchungen widerlegten insgesamt die Depottheorie des Stoffwechsels – es findet im Gegenteil ein ständiger Umsatz im Stoffwechsel statt.
Schönheimer entdeckte, dass Cholesterin ein Risikofaktor für Arteriosklerose ist. Ihm zu Ehren verleiht die Deutsche Gesellschaft für Arterioskleroseforschung (DGAF) die Rudolf-Schönheimer-Medaille.
Schönheimer starb mit nur 43 Jahren durch Suizid.